# Daniel Amartey
Daniel Amartey (* 21. Dezember 1994 in Osu) ist ein ghanaischer Fußballspieler, der als Abwehr- und Mittelfeldspieler zum Einsatz kommt. Er spielte von 2016 bis 2023 bei Leicester City in der englischen Premier League und gewann mit dem Verein in der Saison 2015/16 zum ersten Mal die englische Meisterschaft. Mit der A-Nationalmannschaft seines Heimatlandes wurde Amartey im Jahr 2015 Vize-Afrikameister.

## Vereinskarriere

### Karrierebeginn in der Heimat und Sprung nach Europa
Amartey wurde am 21. Dezember 1994 als Sohn eines Taxifahrers im zur ghanaischen Hauptstadt Accra gehörenden Stadtteil Osu geboren und begann seine Fußballkarriere beim Lokalklub Zenaps FC aus Teshie, wenige Kilometer östlich von Accra. Der Klub gehörte seinem Onkel Francis Amartey, der auch als Manager und Trainer des Klubs in Erscheinung trat. In weiterer Folge war er ab 2009 beim Accra Youth FC, der Nachwuchsabteilung des damaligen ghanaischen Zweitligisten Inter Allies FC, im Einsatz. Dort wurde er anfangs auf Mittelfeldpositionen ausgebildet und erhielt aufgrund seiner Passqualität und seiner Ballkontrolle einen auf Weltfußballer Zinédine Zidane bezogenen Spitznamen. Nachdem er aufgrund eines verletzungsbedingten Ausfalls eines Mitspielers in einer Begegnung in die Abwehrreihe wechseln musste, überzeugte der für seine Vielseitigkeit bekannte Daniel Amartey auch auf dieser Position und wurde fortan des Öfteren auf dieser eingesetzt, ehe er zur Stammkraft in der Innenverteidigung aufstieg. Nach zwei Jahren im Nachwuchs wurde er nach schneller Entwicklung unter dem technischen Direktor Willie Klutse im Jahre 2011 erstmals auch in der Herrenmannschaft des Vereins eingesetzt, wo er als 16-Jähriger auch von Magnus Pehrsson, der sich gerade auf einem Scoutingtrip durch Afrika befand, entdeckt wurde.
Nachdem Pehrsson im Mai 2011 Trainer der Djurgårdens IF Fotbollsförening geworden und dabei den bisherigen Trainer Lennart Wass abgelöst hatte, sicherte er sich die Transferrechte an Amartey, bis dieser seinen 18. Geburtstag feierte. Während sein Mannschaftskollege Imoro Adams auf Leihbasis nach Schweden wechselte, war Amartey zu diesem Zeitpunkt noch zu jung für einen Wechsel, weshalb sich der Klub das Vorkaufsrecht sicherte. Bereits davor wurde er ab dem Jahre 2011 für kürzere Zeiträume an den Djurgårdens IF herangeführt, wobei er in den Jahren 2011 und 2012 mehrmals für den Nachwuchs und die U-21-Mannschaft der Schweden zum Einsatz kam, obwohl er selbst noch den Inter Allies, die erst 2013/14 in der ghanaischen Premier League teilnahmen, angehörte. Erst etwa einen Monat nach seinem 18. Geburtstag schaffte Amartey den fixen Sprung nach Europa, wo er bei den Schweden einen Profivertrag angeboten bekam. Sein Pflichtspieldebüt gab er daraufhin am 3. März 2013 bei einem Spiel des schwedischen Fußballpokals 2012/13 gegen den Umeå FC in der Gruppenphase.

### Pokalfinalist in Schweden
Zu seinem Ligadebüt in der Fotbollsallsvenskan kam der Ghanaer am 31. März 2013 im Erstrundenspiel gegen Helsingborgs IF, als er bei der 0:3-Niederlage die vollen 90 Minuten im defensiven Mittelfeld durchspielte. Bei seinem dritten Ligaeinsatz, einer 0:4-Niederlage gegen den BK Häcken spielte Amartey zwar durch, erlitt im Spiel jedoch eine Jochbeinfraktur, bei einer weiteren Untersuchung stellte sich heraus, dass er zudem noch eine weitere Fraktur erlitten hatte. Daraufhin musste er sich entscheiden, ob er sich einer Operation unterziehen oder mit einer Gesichtsmaske spielen wolle; der Ghanaer entschied sich für Letzteres und die Maske wurden bei den einheimischen Fans zu seiner neuen Identität. Normalerweise hätte er die Maske nur einen Monat tragen soll, entschied sich aufgrund seiner nunmehrigen Popularität die Maske weiterhin zu tragen. Während seiner Zeit in Schweden trug er deshalb auch den Spitznamen The Mask. Durch seine Leistungen in der Liga wurden auf Daniel Amartey diverse internationale Scouts aufmerksam; so wurde er unter anderem intensiv von den deutschen Klubs FC Schalke 04 und 1. FC Kaiserslautern beobachtet. Nachdem er zwei Spiele aufgrund seiner Fraktur pausieren musste, trat er am 27. April gegen den Syrianska FC erstmals wieder in Erscheinung. Das Traineramt hatte mittlerweile das Interimstrainerduo Martin Sundgren und Anders Johansson übernommen, nachdem Pehrsson aus den ersten fünf Runden lediglich einen Punkt mitnehmen konnte. Unter dem Duo Sundgren/Johansson absolvierte er zwei der drei Ligapartien unter dessen Führung, wobei er in der einen Begegnung, in der er nicht eingesetzt wurde, aufgrund einer Beinverletzung pausieren musste. Mit den Interimstrainern gelang nach sieben sieglosen Meisterschaftsspielen im Spieljahr 2013 auch der erste Sieg.
In weiterer Folge wurde das Trainerduo durch Per-Mathias Högmo ersetzt, der Amartey anfangs weiterhin im defensiven Mittelfeld einsetzte, ihn aber im September 2013 weiter nach hinten reihte und ihn fortan als Stammkraft in der Innenverteidigung einsetzte. Bis zum Saisonende, als Djurgårdens IF auf dem komfortablen siebten Tabellenplatz rangierte, hatte es der ghanaische Defensivmann auf 23 von 30 möglichen Ligaeinsätzen gebracht, wobei ihm auch eine Torvorlage gelang. Zum Abschluss wurde der 18-Jährige von der Zeitung Expressen zum zehntbesten Spieler der Liga und von der Zeitung Aftonbladet zum achtzehntbesten Spieler der Liga gewählt. Bis zum Pokalviertelfinale als Stammkraft im Einsatz, konnte er das Halbfinale gegen Örgryte IS aufgrund seiner Beinverletzung nicht bestreiten, war aber im anschließenden Endspiel gegen den IFK Göteborg wieder mit von der Partie. Nach einem frühen Göteborg-Treffer durch Tobias Hysén in der sechsten Minute erzielte Amartey in der 52. Minute den zwischenzeitlichen 1:1-Ausgleichstreffer und schaffte es so mit dem Team über die Verlängerung bis ins Elfmeterschießen, wo der Djurgårdens IF allerdings mit 1:3 an den Göteborgern scheiterte. Dies war zugleich auch sein erstes und einziges Pflichtspieltor für den Djurgårdens IF. Im Anschluss an die schwedische Meisterschaft war er unter anderem mit dem FC Liverpool im Gespräch für einen möglichen Wechsel in die englische Premier League. Ein Transfer nach England kam daraufhin jedoch nicht zustande.

### Wechsel nach Dänemark
Unter Per Olsson startete Amartey ins Spieljahr 2014 und wurde dabei bis Ende Mai in elf der zwölf bisherigen Ligaspiele als Stammspieler in der Innenverteidigung eingesetzt. Des Weiteren kam er bis zu diesem Zeitpunkt zu zwei Pokalspielen 2013/14, als Djurgårdens IF noch in der Gruppenphase ausschied. In dieser Zeit wurde er von diversen Klubs umworben, darunter der FC Red Bull Salzburg, RB Leipzig oder der FC Kopenhagen. Mit 1. Juli 2014 trat daraufhin Amarteys Wechsel zum FC Kopenhagen, wo der Ghanaer zuvor bereits positive Probetrainingseinheiten absolviert hatte, in Kraft. Laut verschiedenen Berichten sollen die Dänen zwischen 1,8 und 2,5 Millionen Euro für den „afrikanischen Ausnahme-Abwehrspieler“ bezahlt haben. Mit den Kopenhagenern startete er darauf am 20. Juli 2014 in die neue Saison und gab unter Ståle Solbakken beim 0:0-Remis gegen den Silkeborg IF sein Pflichtspieldebüt. Auch Solbakken setzte ihn die meiste Zeit als Stammspieler über die volle Spieldauer ein. Unter dem ehemaligen norwegischen Nationalspieler nahm er mit dem FC Kopenhagen auch an der 3. Qualifikationsrunde zur Champions League 2014/15 teil, wo sie Mannschaft Dnipro Dnipropetrowsk mit einem Gesamtscore von 2:0 aus Hin- und Rückspiel besiegte und erst in den anschließenden Play-offs gegen Bayer 04 Leverkusen ausschied. Bis dahin wurde Amartey in drei der vier Partien seines Teams eingesetzt und erzielte bei der 2:3-Hinspielniederlage gegen Leverkusen auch ein Tor. Als unterlegene Mannschaft der Play-offs durfte der FC Kopenhagen an der Europa-League-Gruppenphase 2014/15 teilnehmen. Die Stammkraft wurde dabei in der von September bis Dezember 2014 stattfindenden Gruppenphase in allen sechs Partien eingesetzt und steuerte weitere zwei Treffer bei. Mit der Mannschaft schied er jedoch als Letzter der Gruppe B vom laufenden Turnier aus.
In der Liga lief es für die Mannschaft rund um den ghanaischen Defensivakteur ebenfalls sehr gut; mit vier Punkten Rückstand auf den FC Midtjylland wurden der FC Kopenhagen Anfang Juni 2015 dänischer Vizemeister. Daniel Amartey wurde dabei in 29 der insgesamt 33 Ligapartien eingesetzt, erzielte drei Tore und legte ein weiteres für seine Mannschaftskameraden vor. In dieser Saison wurde er beinahe ausnahmslos im defensiven Mittelfeld eingesetzt und verbrachte nur selten Spiele in der gut besetzten Abwehrreihe, die über den gesamten Saisonverlauf nur 22 Treffer, die wenigsten Gegentreffer der Liga, zuließ. Auch im dänischen Fußballpokal 2014/15 verlief es für den FC Kopenhagen nach Vorstellung, wobei die Löwen bis ins Finale vordrangen und dort die Wikinger des FC Vestsjælland im Elfmeterschießen besiegten. Der mittlerweile als ghanaischer A-Nationalspieler in Erscheinung Defensivakteur wurde dabei, bis auf das erste Spiel, als er auf der Ersatzbank saß, in allen Spielen des FC Kopenhagen eingesetzt und steuerte im Endspiel eine Vorlage bei. In weiterer Folge wurde der mit dem Verein dänischer Vizemeister und Pokalsieger gewordene Ghanaer weiter von diversen europäischen Großklubs umworben. Zu einem Vereinswechsel in der Sommerpause 2015 kam es daraufhin allerdings nicht.

### Saisonstart mit dem FC Kopenhagen und Wechsel nach England
Nachdem er im Sommer unter anderem mit dem Champions-League-Quali-Konkurrenten Bayer Leverkusen, sowie weiteren europäischen Topklubs wie AS Rom, AS Monaco, Galatasaray Istanbul, Juventus Turin oder VfL Wolfsburg in Verbindung gebracht wurde, startete er mit den Dänen normal in die Saison 2015/16. Dabei wurde er in drei der vier Europa-League-Qualifikationsspielen seiner Mannschaft eingesetzt, wobei er im Drittrundenrückspiel gegen den FK Jablonec auch eine Torvorlage beisteuerte. Mit der Mannschaft schied er erst aufgrund der Auswärtstorregel gegen den tschechischen Fußballverein aus. Der Abwehrakteur, der auch im zentralen Mittelfeld, sowie als Rechtsaußen eingesetzt werden kann, absolvierte auch zwei Spiele im dänischen Fußballpokal 2015/16 und wurde bis Anfang Dezember 2015 in 15 der 18 bisherigen Meisterschaftsspiele eingesetzt. Dabei setzte ihn Solbakken anfangs zumeist weiterhin im defensiven Mittelfeld ein, verlagerte seine Rolle ab September jedoch zunehmend in die Abwehrreihe, wo er vor allem bis Anfang November als Innenverteidiger in Erscheinung trat, ehe er wieder häufiger als defensiver Mittelfeldspieler auflief.
Danach absolvierte er in der Winterpause ein Probetraining bei Leicester City und wechselte mit 23. Januar 2016 für eine kolportierte Ablösesumme in Höhe von fünf Millionen £ (rund 6,3 Millionen Euro) zum englischen Erstligisten, der sich gerade auf Meisterkurs befand. Dabei unterschrieb er einen Vertrag mit einer Laufzeit von viereinhalb Jahren bis zum Sommer 2020. Hier traf er unter anderem auch auf seinen fast auf den Tag genau zwei Jahre älteren Landsmann Jeffrey Schlupp, mit dem er bereits mehrfach in der ghanaischen Nationalmannschaft zusammenspielte. Um Spielpraxis für die Profis zu sammeln, wurde Daniel Amartey vorerst im U-21-Team, der Reservemannschaft, eingesetzt. Hierbei debütierte er am 8. Februar 2016 in einer 0:1-Niederlage gegen die U-21 des FC Reading, wobei ihn der Reservetrainer Steve Beaglehole bereits über die vollen 90 Minuten einsetzte. Nach einem weiteren Einsatz gegen die Reservemannschaft von Manchester City am 15. Februar, gab Amartey am 27. Februar sein Ligadebüt bei den Profis, als er beim 1:0-Erfolg über Norwich City über 78 Minuten als Rechtsverteidiger am Rasen war. Bis zu seinem Wechsel nach England zeigten auch weitere Klubs, hierbei vor allem aus Deutschland, Interesse an dem Ghanaer; allen voran der FC Schalke 04, jedoch auch VfL Wolfsburg oder der 1. FC Köln. Das 5-Millionen-Pfund-Angebot von Leicester City war jedoch ausschlaggebend für einen Transfer auf die Insel. Davor gab es Berichte, die Ablösesumme betrage 60 Millionen Dänische Kronen (über 7,5 Millionen Euro), was sich jedoch als falsch erwies. Nach seinem Erstligadebüt stand der Ghanaer bis zur 36. Runde in allen Ligapartien seiner Mannschaft im Kader, saß dabei die meiste Zeit auf der Ersatzbank, brachte es aber zu vier weiteren Kurzeinsätzen in der Liga. Zwei Runden vor Saisonende stand Leicester City daraufhin als englischer Meister 2015/16 fest. Bis zu diesem Zeitpunkt hatte er es auch noch zu zwei weiteren Einsätzen im U-21-Kader gebracht. In der Saison 2016/17 war Amartey mit 24 Einsätzen in der Premier League und acht Spielen in der UEFA Champions League ein etablierter Spieler in der Defensive von Leicester City. Während der folgenden drei Saisons wurde er jedoch nur sporadisch eingesetzt. Ab 2021 konnte Amartey seine Position im Team zurückgewinnen und war maßgeblich am FA-Pokalsieg 2021 sowie am Gewinn des Superpokals 2022 beteiligt.

### Wechsel in die Türkei
Nach sieben Jahren in England wechselte er im Sommer 2023 in die Türkei zu Beşiktaş Istanbul. Amartey wurde in 27 Pflichtspielen eingesetzt und konnte ein Tor erzielen. Seit der gegenseitig vereinbarten sofortigen Vertragsauflösung im Sommer 2024 ist Daniel Amartey vereinslos.

## Nationalmannschaftskarriere

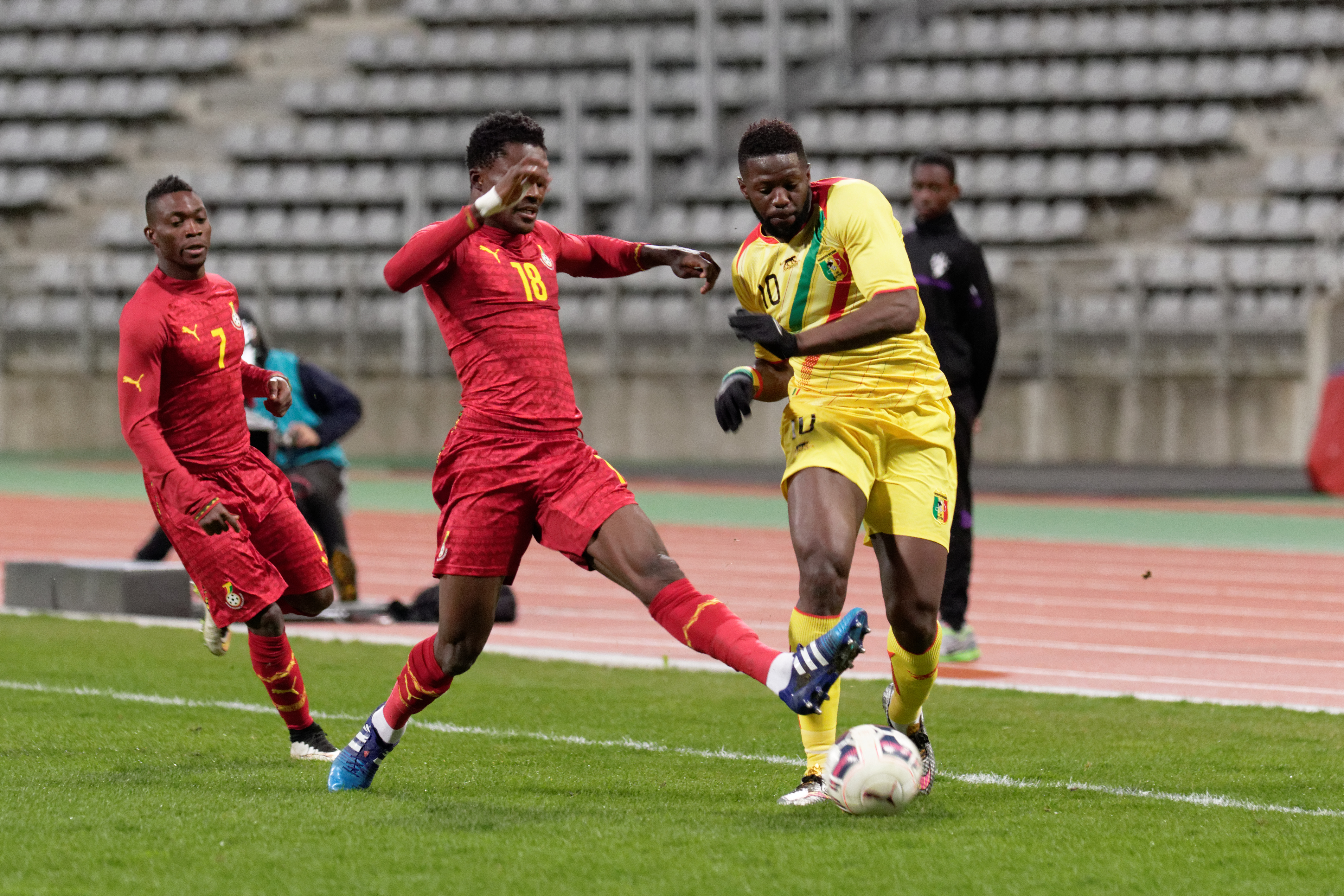
Daniel Amartey (18) im Zweikampf mit Bakary Sako in einem Länderspiel gegen Mali (2015)

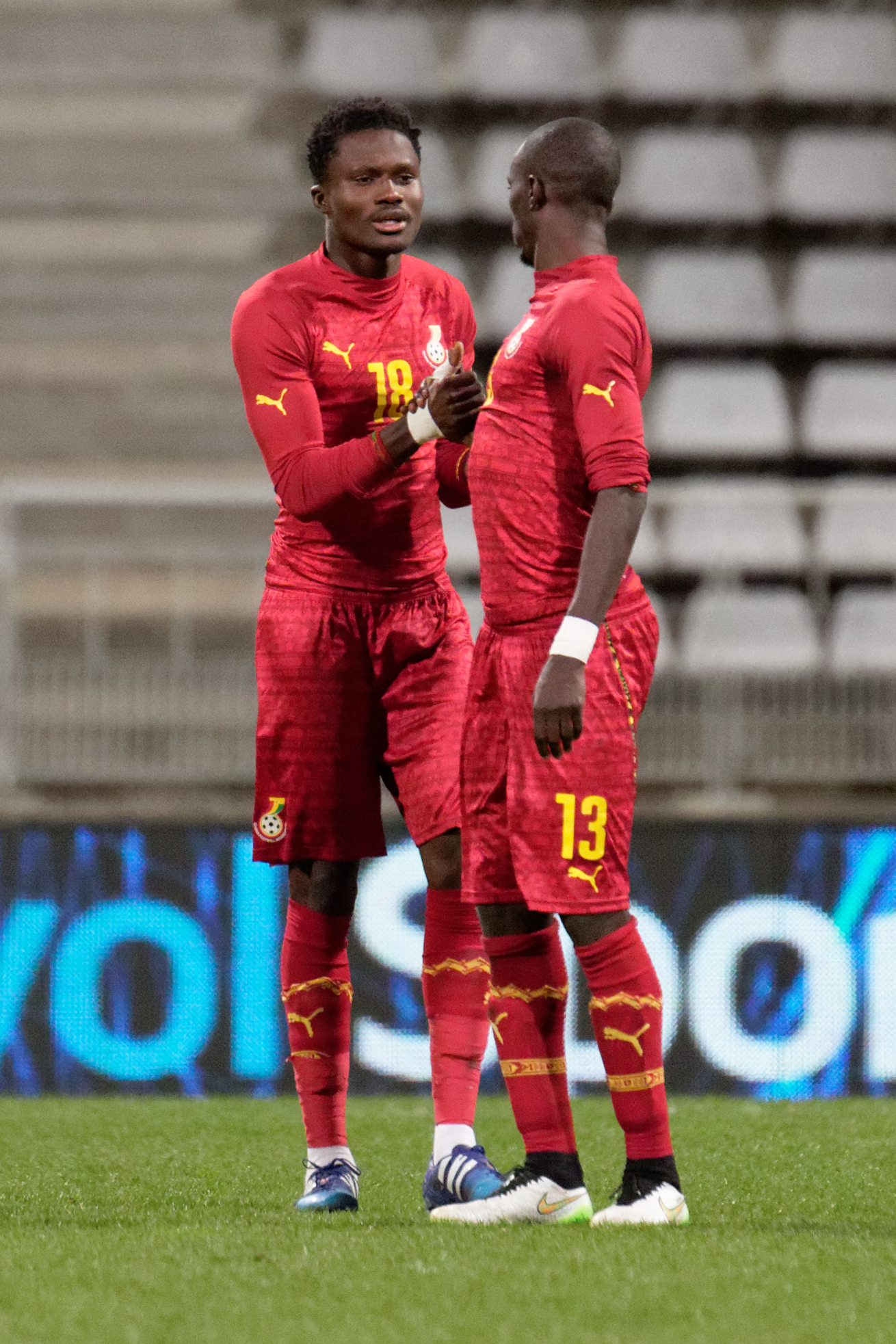
Daniel Amartey (18) mit seinem Nationalmannschaftskollegen Mohammed Rabiu (2015)

Erste Erfahrungen in einer ghanaischen Fußballauswahl sammelte Amartey Ende März 2012, als er erstmals in die U-20-Auswahl seines Heimatlandes einberufen wurde. Im Mai 2012 folgte für ein U-20-Turnier in Südafrika eine weitere Einberufung, woraufhin er auch erstmals eingesetzt wurde. Dabei debütierte er am 25. Mai 2012 unter dem umstrittenen Orlando Wellington bei einem 3:2-Sieg über die Alterskollegen aus Nigeria. Der spätere U-20-Trainer Sellas Tetteh nominierte Amartey auch für den 21-köpfigen Kader, der an der U-20-Weltmeisterschaft in der Türkei teilnahm. Aufgrund von Diskrepanzen zwischen dem ghanaischen Verband und seinem nunmehrigen Stammklub Djurgårdens IF konnte der junge Ghanaer nicht an der Weltmeisterschaft teilnehmen, da sich diese mit dem Ligabetrieb der Fotbollsallsvenskan 2013 überschnitt.
Nachdem es davor bereits zu mehreren Anbahnungen des ghanaischen Fußballverbandes gekommen war, gab Daniel Amartey am 19. Januar 2015 sein A-Nationalteamdebüt, als er unter Avram Grant an der Afrikameisterschaft 2015 in Äquatorialguinea teilnahm. Dabei debütierte er im ersten Gruppenspiel, einer 1:2-Niederlage gegen den Senegal, als er über die vollen 90 Minuten in der Innenverteidigung zum Einsatz kam. Nach dieser Begegnung wurde er mit dem Fair Play Award ausgezeichnet. Danach wurde er auch noch in den beiden nachfolgenden Gruppenspielen gegen Algerien und Südafrika eingesetzt, war aber, nachdem er gegen Algerien noch über die vollen 90 Minuten durchspielte, gegen Südafrika nur noch über 36 Minuten auf dem Rasen, ehe er verletzungsbedingt durch John Boye ersetzt wurde. In weiterer Folge erholte er sich wieder, saß aber danach im Viertel- und Halbfinale, sowie im abschließenden Endspiel nur mehr einsatzlos auf der Ersatzbank. Die Ghanaer verloren das Finale gegen die Elfenbeinküste erst im Elfmeterschießen mit 8:9.
In weiterer Folge wurde er Ende März 2015 für zwei freundschaftliche Länderspieleinsätze gegen den Senegal und Mali einberufen und kam in beiden Spielen zum Einsatz. Im Juni und September 2015 trat er unter Avram Grant auch in den ersten beiden Gruppenspielen der Qualifikation zur Afrikameisterschaft 2017 in Erscheinung. Nachdem er es beim 7:1-Kantersieg über Mauritius zu einem Kurzeinsatz gebracht hatte, war er in der Begegnung gegen Ruanda, einem 1:0-Erfolg, über die volle Spieldauer in der Innenverteidigung im Einsatz. Im Freundschaftsspiel gegen Kanada Mitte Oktober nicht im Kader, holte ihn der israelische Teamchef Ghanas einen Monat später für die beiden Qualifikationsspiele zur WM 2018 ins Aufgebot. Hierbei saß er beim 0:0-Hinspiel in der zweiten Runde gegen die Komoren ohne Einsatz auf der Ersatzbank und kam vier Tage später beim 2:0-Rückspielsieg ab der 26. Minute als Ersatz für Jonathan Mensah zum Einsatz. In den beiden nachfolgenden Qualifikationsspielen zur Afrikameisterschaft 2017 gegen Mosambik im März 2016 saß Amartey beide Male einsatzlos auf der Bank.

## Erfolge

### Verein
mit Djurgårdens IF
- Schwedischer Pokalfinalist: 2012/13

mit dem FC Kopenhagen
- Dänischer Meister: 2015/16 (nur Hinrunde)
- Dänischer Vizemeister: 2014/15
- Dänischer Pokalsieger: 2014/15, 2015/16 (nur Hinrunde)

mit Leicester City
- Englischer Meister: 2015/16
- Englischer Pokalsieger: 2021
- Englischer Superpokalsieger: 2021/22

mit Beşiktaş Istanbul
- Türkischer Pokalsieger: 2023/24

### Nationalmannschaft
mit der A-Nationalmannschaft
- Afrikameisterschaftsfinalist: 2015